# Tabanus trifasciatus
Tabanus trifasciatus är en tvåvingeart som beskrevs av Macquart 1834. Tabanus trifasciatus ingår i släktet Tabanus och familjen bromsar. Inga underarter finns listade i Catalogue of Life.